# Horné Hámre
Horné Hámre (allemand : Oberhammer, hongrois : Felsőhámor) est un village de Slovaquie situé dans la région de Banská Bystrica.

## Histoire
Première mention écrite du village en 1391.

## Démographie

### Évolution de la population
| Année:               | 1994. | 2004.   | 2014.   | 2024.   |
| -------------------- | ----- | ------- | ------- | ------- |
| Nombre de personnes: | 687   | 663     | 632     | 690     |
| Différence:          |       | -3,49 % | -4,67 % | +9,17 % |

| Année:               | 2023. | 2024.   |
| -------------------- | ----- | ------- |
| Nombre de personnes: | 684   | 690     |
| Différence:          |       | +0,87 % |